# Я и моя сестра
«Я и моя сестра» (итал. Io e mia sorella) — итальянский комедийный кинофильм, снятый режиссёром Карло Вердоне в 1987 году.

## Сюжет
Карло (Карло Вердоне) — музыкант, он исполняет классическую музыку в оркестре. Он женат на капризной виолончелистке Сирене (Елена София Риччи). Сестра Карло, Сильвия (Орнелла Мути), убеждённая бездельница, которая нигде не работает. Когда умирает мать Карло, Сильвия приезжает к нему. Она полностью нарушает размеренную жизнь Карло и его семьи. Сильвия ввязывается в авантюру и втягивает в неё своего брата, который не знает, что у Сильвии начался роман с одним из лучших адвокатов Милана, которому далеко за шестьдесят. Престарелый любовник готов бросить свою семью ради Сильвии, тогда как Сильвия, напротив, его любви не желает.

## В ролях
- Карло Вердоне — Карло Пиергентили
- Орнелла Мути — Сильвия Пиергентили
- Елена София Риччи — Сирена
- Марианджела Джордано — Надья
- Галеаццо Бенти — Сирони
- Томас Арана — Габор
- Вероника Лазар — судья
- Массимо Ванни — человек в поезде

## Интересные факты
- В 1988 году группа сценаристов, работавших над фильмом, получила национальную кинопремию Италии Давид ди Донателло. Статуэтку Давида также получила актриса Елена София Риччи в номинации «лучшая женская роль второго плана».
- В том же году фильм был отмечен Итальянским Национальным Объединением Кинокритиков[итал.]. Серебряными лентами (итал. Nastro d'Argento) были награждены Орнелла Мути и Елена София Риччи.